# (3971) Воронихин
(3971) Воронихин (лат. Voronikhin) — типичный астероид главного пояса, открыт 23 декабря 1979 года советским астрономом Людмилой Журавлёвой в Крымской астрофизической обсерватории и 19 октября 1994 года назван в честь русского архитектора и художника Андрея Воронихина.

## Обнаружение и именование
(3971) Воронихин
Открыт 23 декабря 1979 года в Научном Л. В. Журавлёвой.
Назван в память о русском архитекторе Андрее Никифоровиче Воронихине (1759—1814), представителе классицизма.
Оригинальный текст (англ.)3971 Voronikhin
Discovered 1979-12-23 by Zhuravleva, L. at Nauchnyj.
Named in memory of Andrej Nikiforovich Voronikhin (1759—1814), a Russian architect, representative of classicism.
Источники: DISCOVERY.DB; M.P.C. 24121.

## Орбита

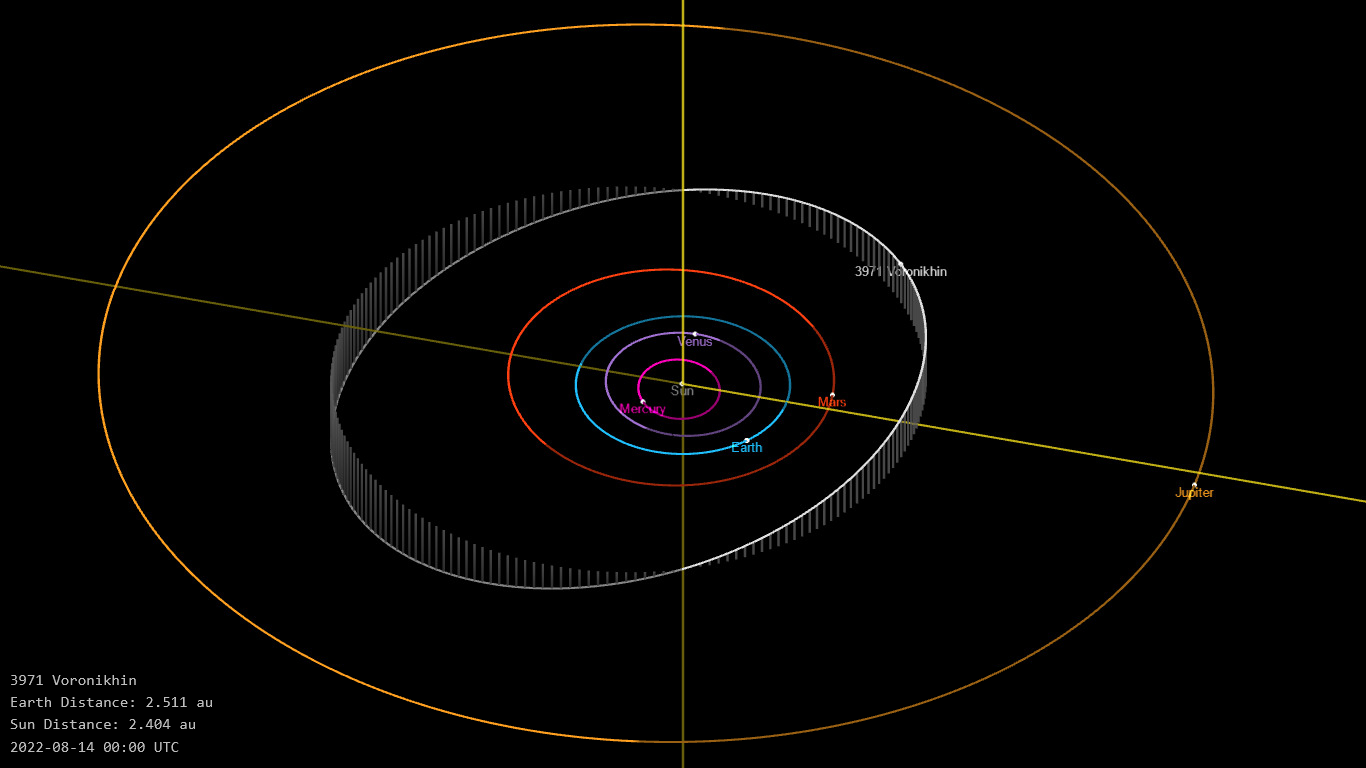
Орбита астероида Воронихин и его положение в Солнечной системе

## Физические характеристики
Из результатов второго этапа спектроскопической съёмки малых астероидов главного пояса (Small Main-belt Asteroid Spectroscopic Survey, SMASSII) следует, что астероид относится к таксономическому классу Ch.
По результатам наблюдений в инфракрасном диапазоне орбитальной обсерватории IRAS и спутника Akari и наблюдений в видимом и ближнем инфракрасном диапазоне космического телескопа NEOWISE диаметр астероида сначала оценивался равным 29,32±2,1 км, позже — 34,258±0,305 км, 30,74±0,42 км, 26,31±7,25 км, 31,996±0,150 км, 28,29±8,97 км и 25,66±8,10 км. Согласно тем же источникам альбедо оценивается как 0,0392±0,006, 0,0499±0,0029, 0,036±0,001, 0,06±0,06, 0,058±0,008, 0,046±0,047 и 0,052±0,043.